# دوبنو
دوبنو (Дубно) هي مدينة في مقاطعة بازاردزيك في أوكرانيا.
يبلغ عدد سكانها حوالي 37,772 نسمة.